# 西大路御池駅
西大路御池駅（にしおおじおいけえき）は、京都府京都市中京区西ノ京東中合町にある、京都市営地下鉄東西線の駅。駅番号はT16。
西大路御池交差点の直下に設置されている。

## 歴史

### 年表
- 2008年（平成20年）1月16日：京都市営地下鉄東西線の二条駅から太秦天神川駅までの延伸開通に伴い開業する[3]。

### 駅名の制定経緯
当駅については、仮称は「西大路駅」だったが、駅名を決定するにあたり、駅の直上に位置する交差点名が採用された。なお、2007年（平成19年）2月に行われた駅名の公募では「西大路」が41%を占めており、「西大路御池」は16%だった。

## 駅構造
島式ホーム1面2線を有し、ホームドアが設置されている。改札口は1箇所のみ。トイレは改札内奥にある。
東西線の駅は駅ごとにステーションカラーが制定されており、当駅のステーションカラーは■向日葵（ひまわり）色である。

### のりば
| のりば | 路線   | 方向 | 行先                               |
| ------ | ------ | ---- | ---------------------------------- |
| 1      | 東西線 | 下り | 太秦天神川行き                     |
| 2      | 東西線 | 上り | 烏丸御池・六地蔵／びわ湖浜大津方面 |

- 地上出入口の一部は、ガラス張りのシースルー構造となっている箇所がある。

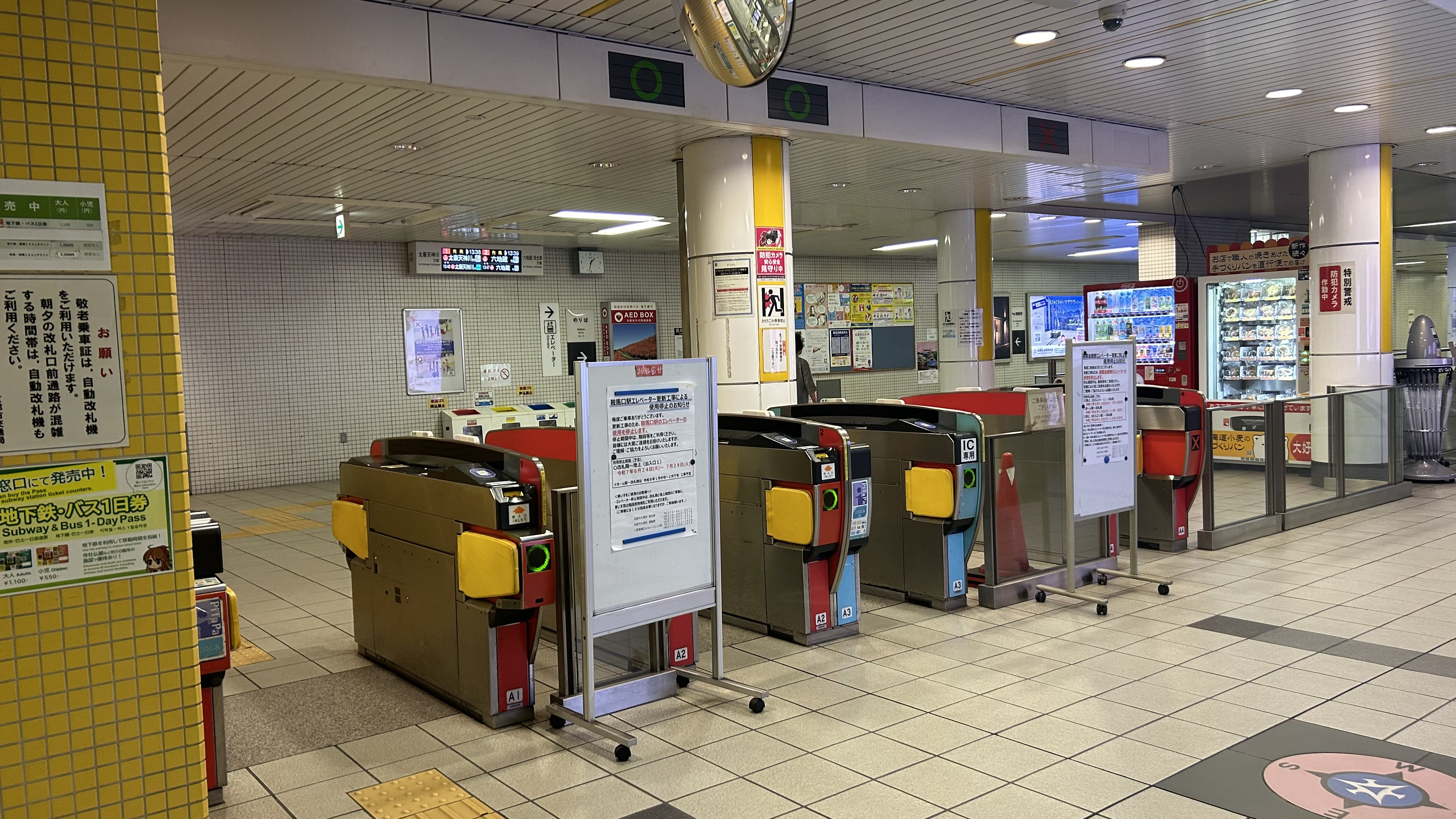
改札口。ステーションカラーのひまわり色がタイルに使われている
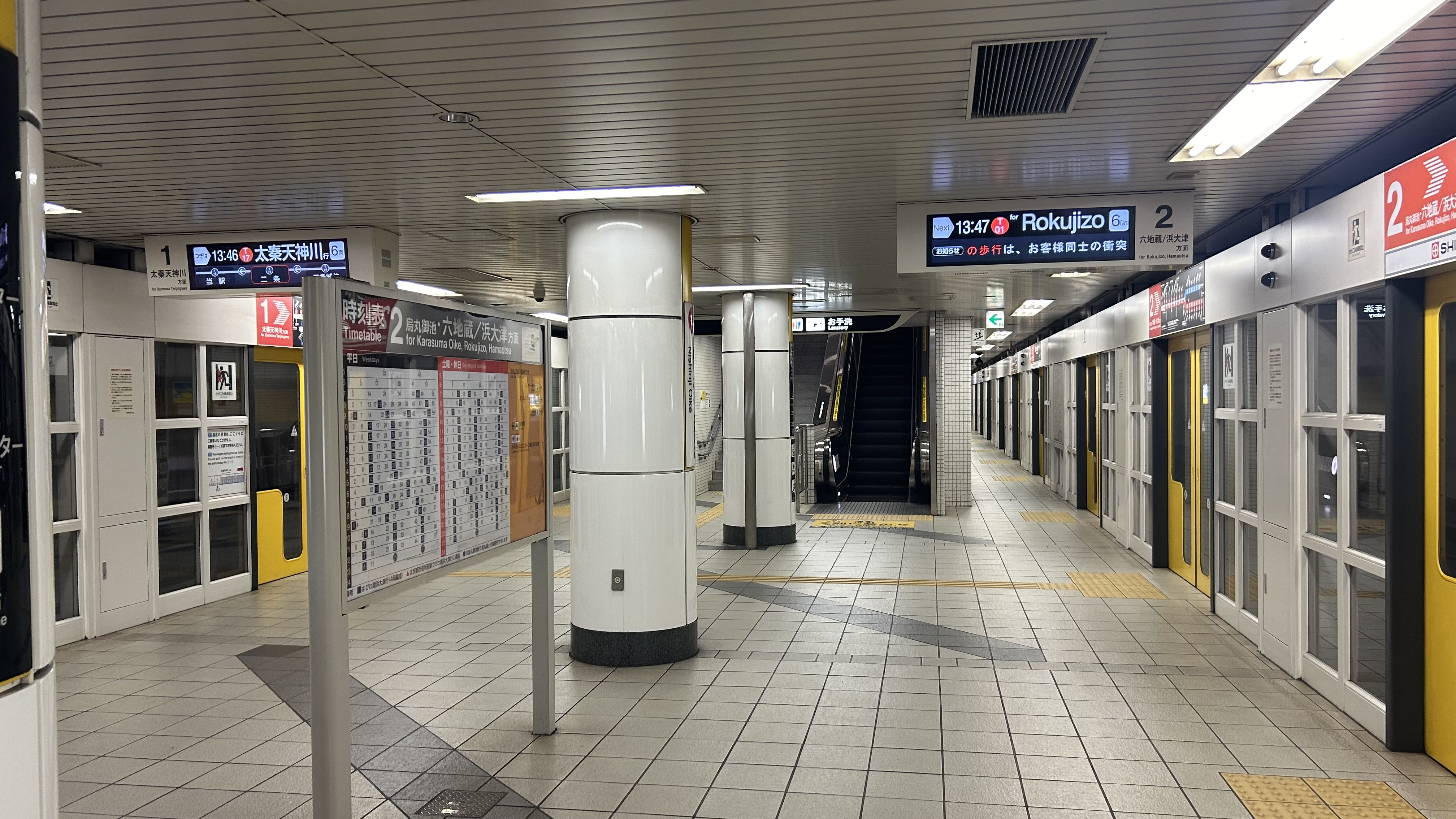
ホーム
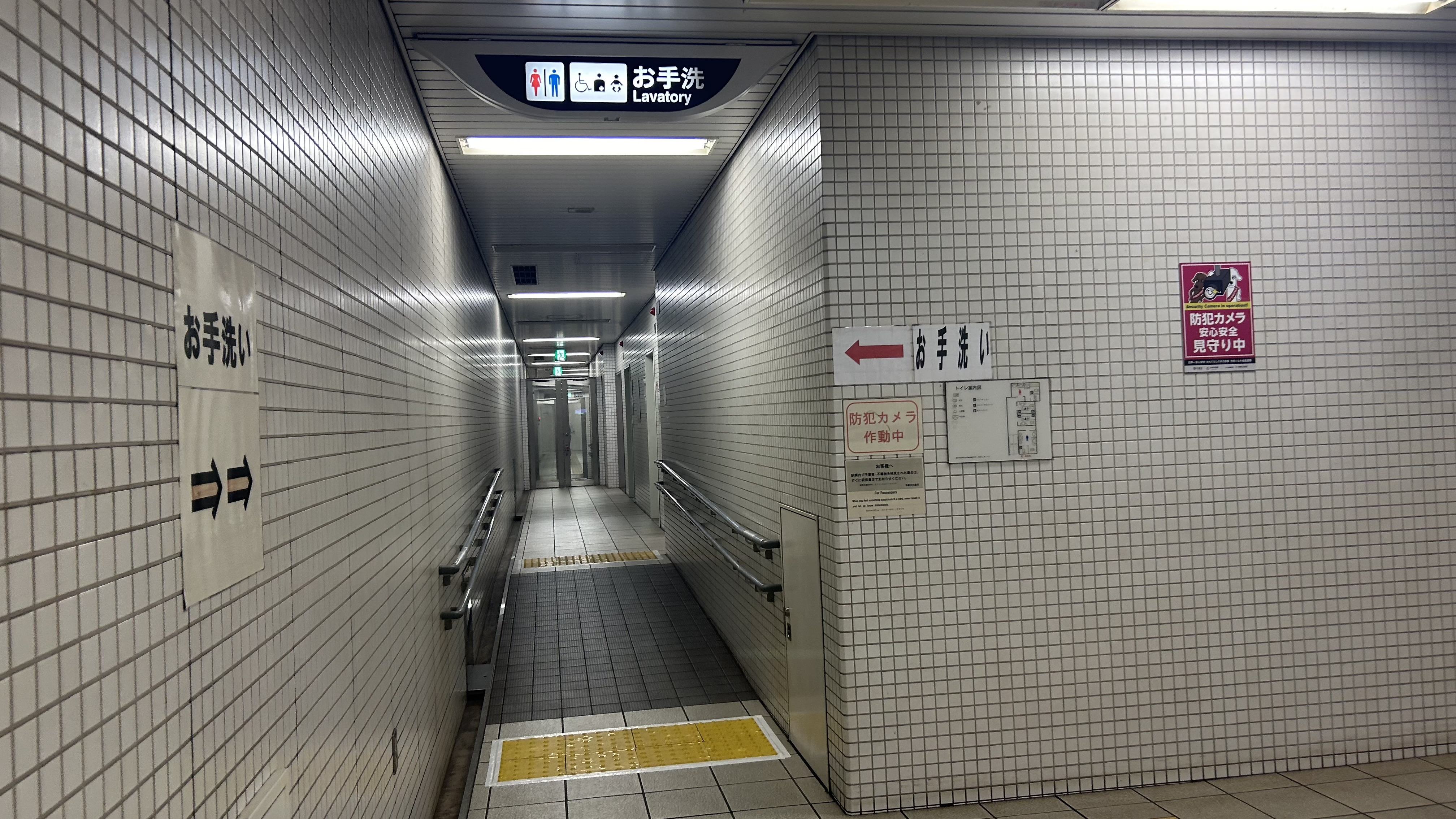
トイレ
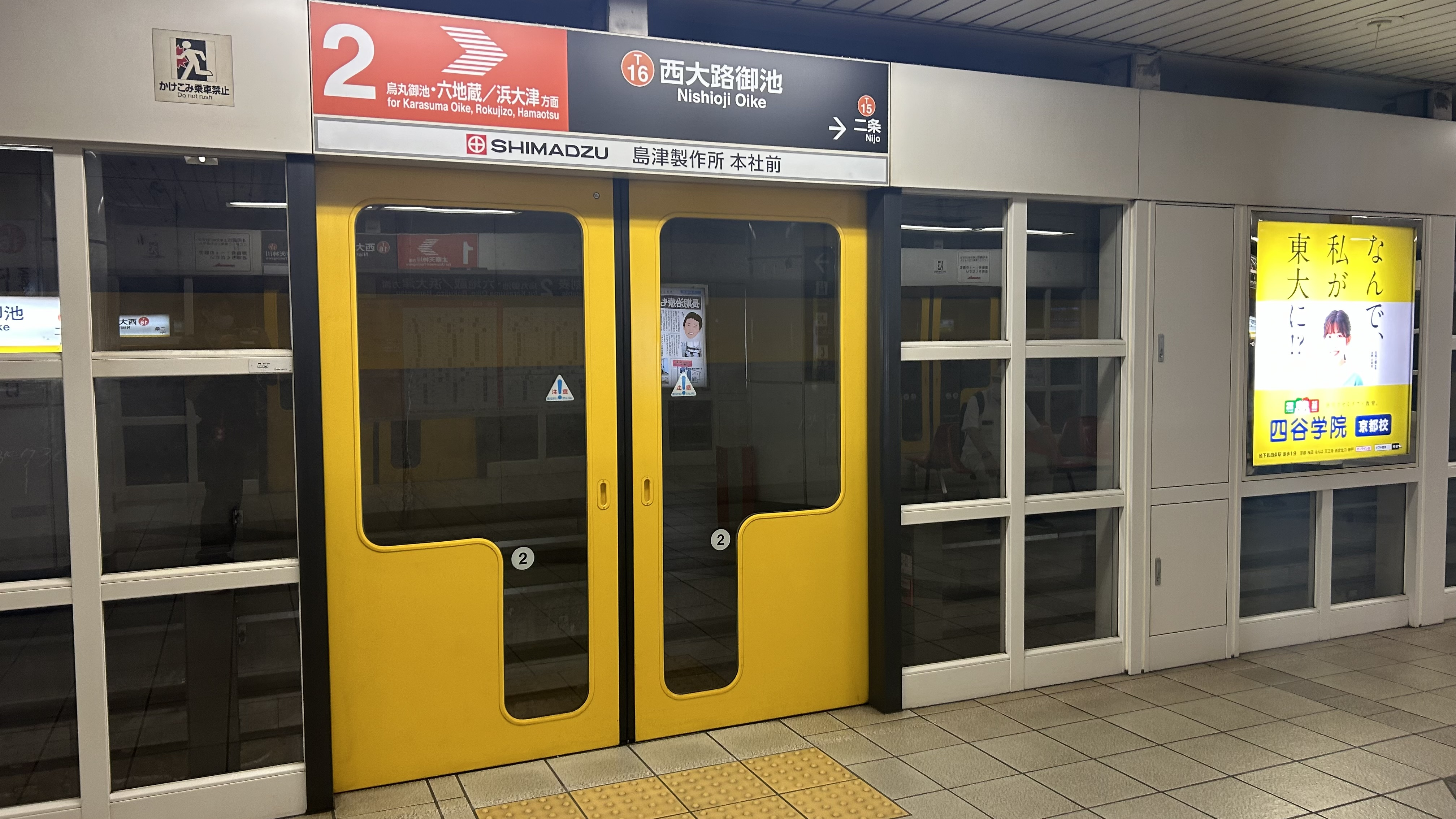
ホームドアと駅名標

### 出口
| 出口番号 | 方角 | 出口周辺                                                                            | 接続改札 | 備考             |
| -------- | ---- | ----------------------------------------------------------------------------------- | -------- | ---------------- |
| 3        | 北西 | 京都市聴覚言語障害学習センター・京都市シルバー人材センター 洛陽総合高等学校         | 改札口   | エレベーターあり |
| 1        | 南東 | 京都両洋高等学校                                                                    | 改札口   | エレベーターあり |
| 4        | 南西 | 佐井交番・右京税務署・京都市かしの木学園・花園大学                                  | 改札口   | エレベーターあり |
| 2        | 北東 | 京都地方気象台・京都地方合同庁舎・中京税務署・京都防衛事務所 自衛隊京都地方協力本部 | 改札口   | エレベーターあり |

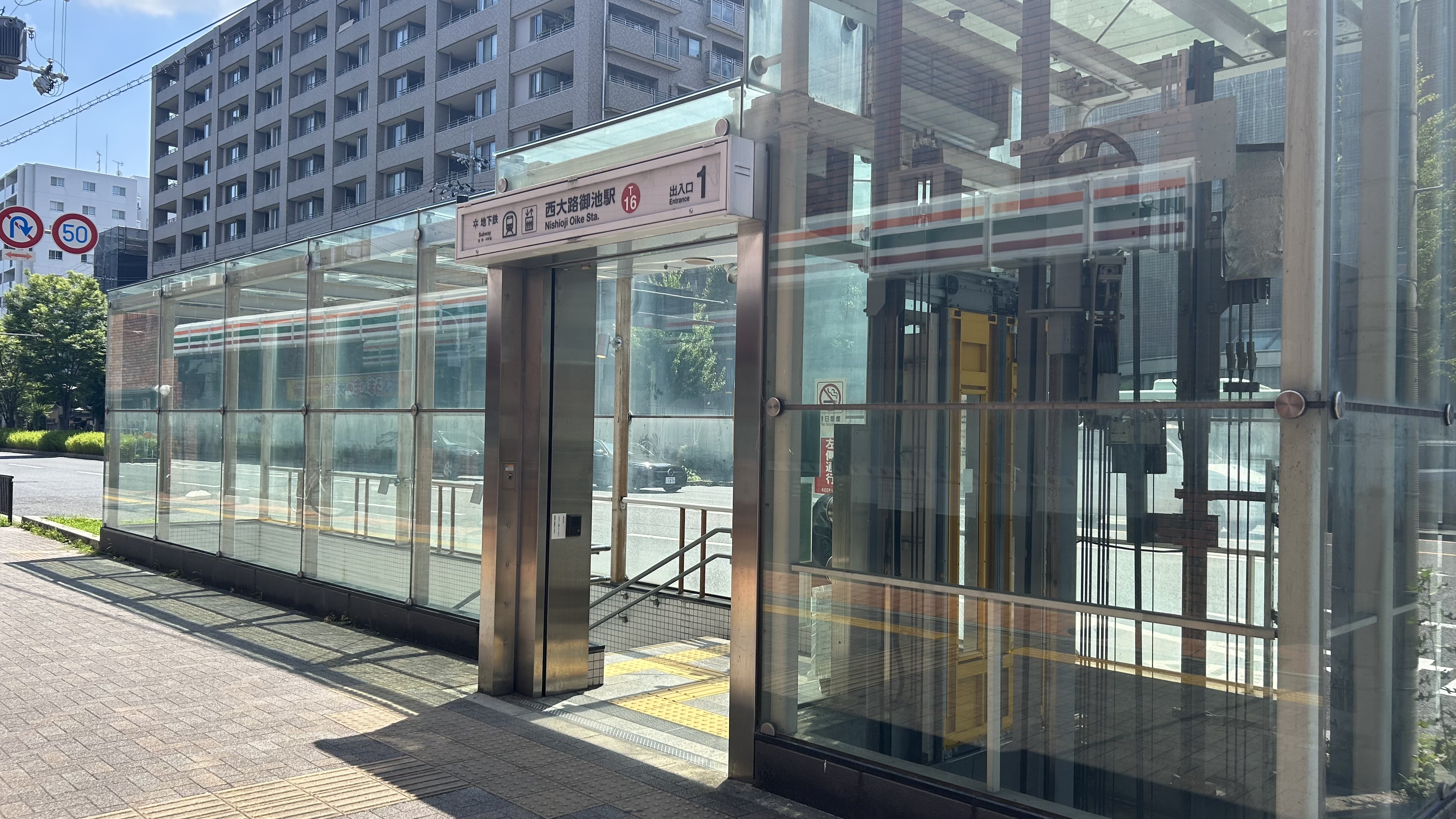
1番出入口
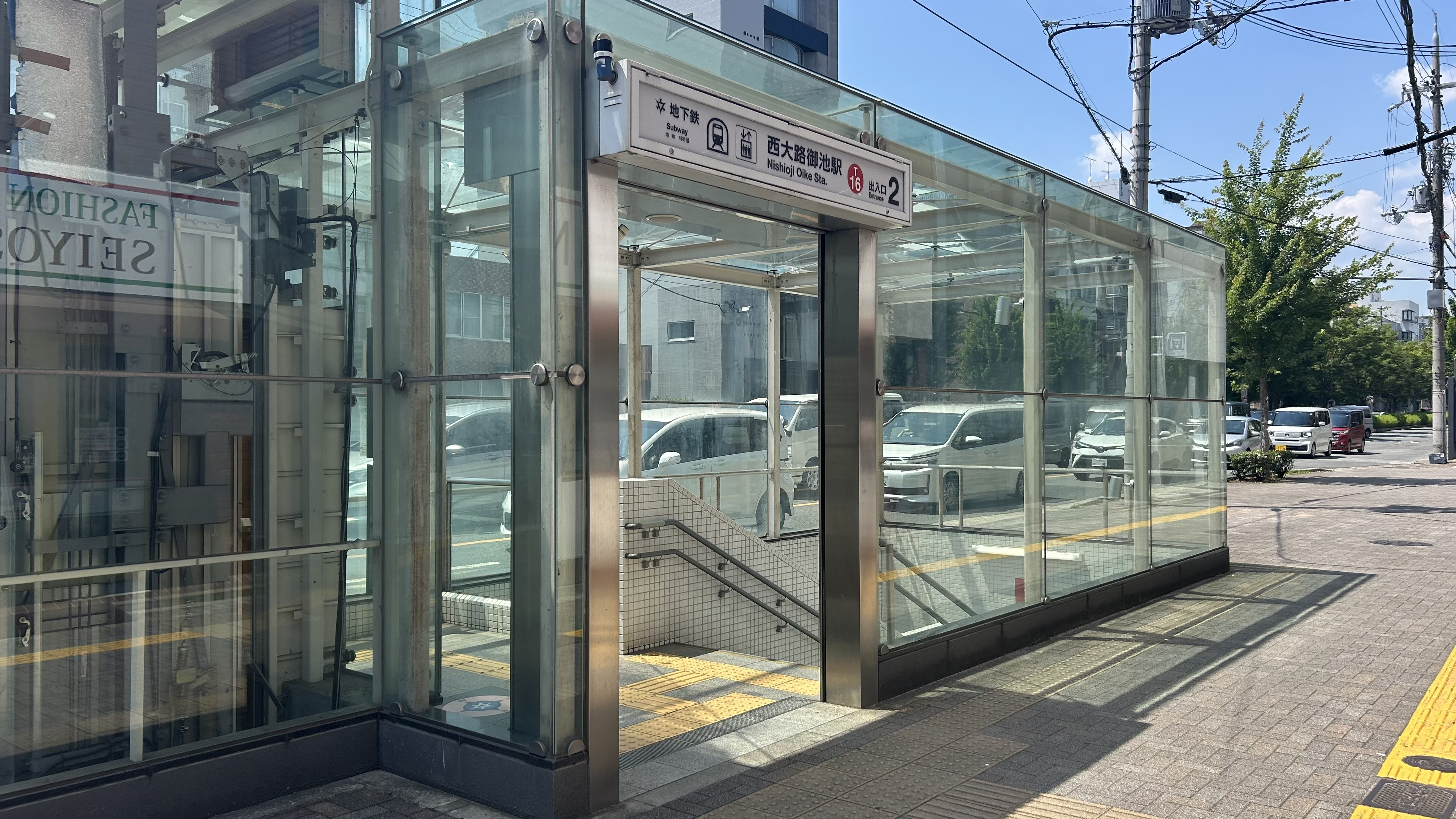
2番出入口
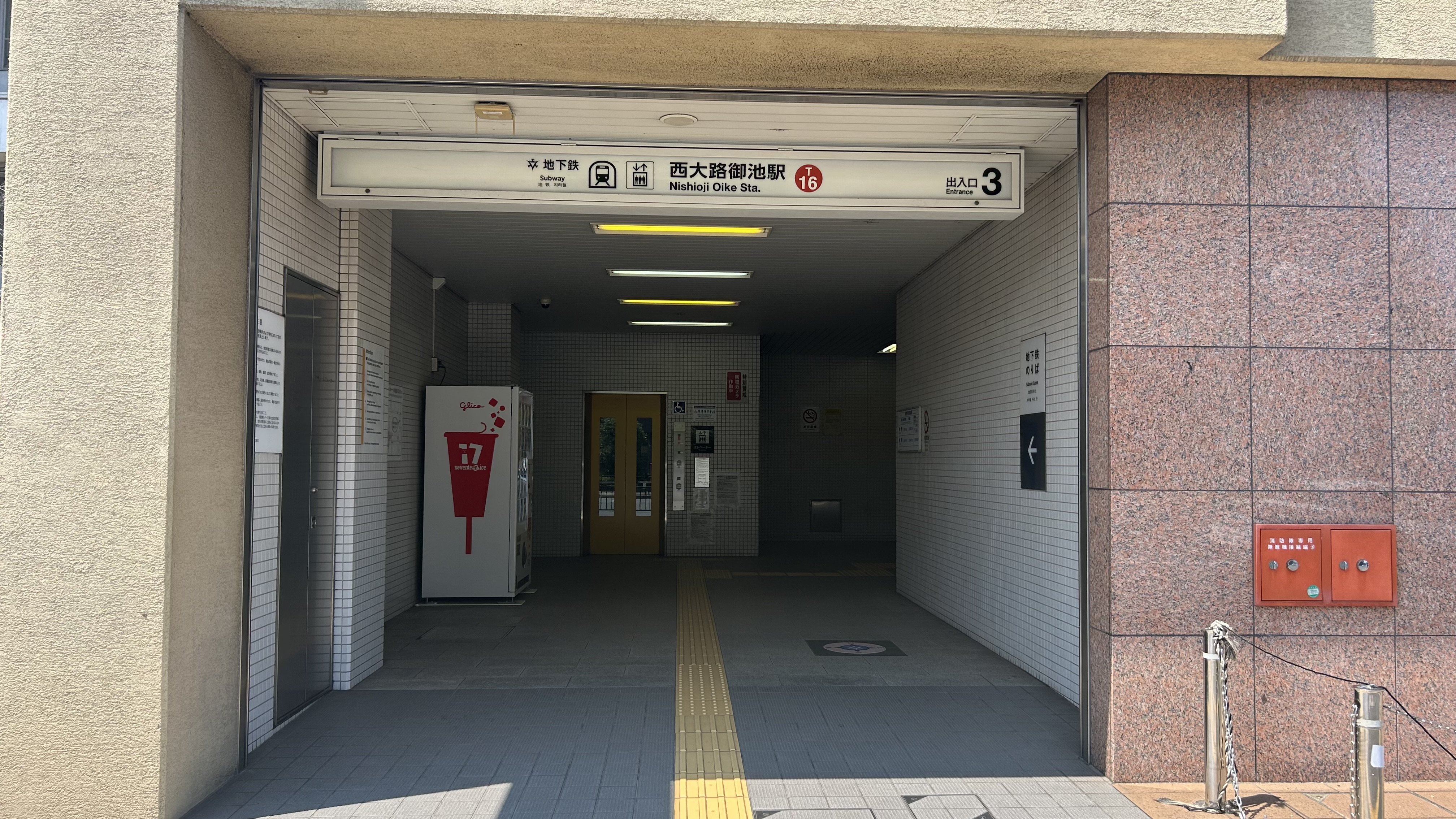
3番出入口
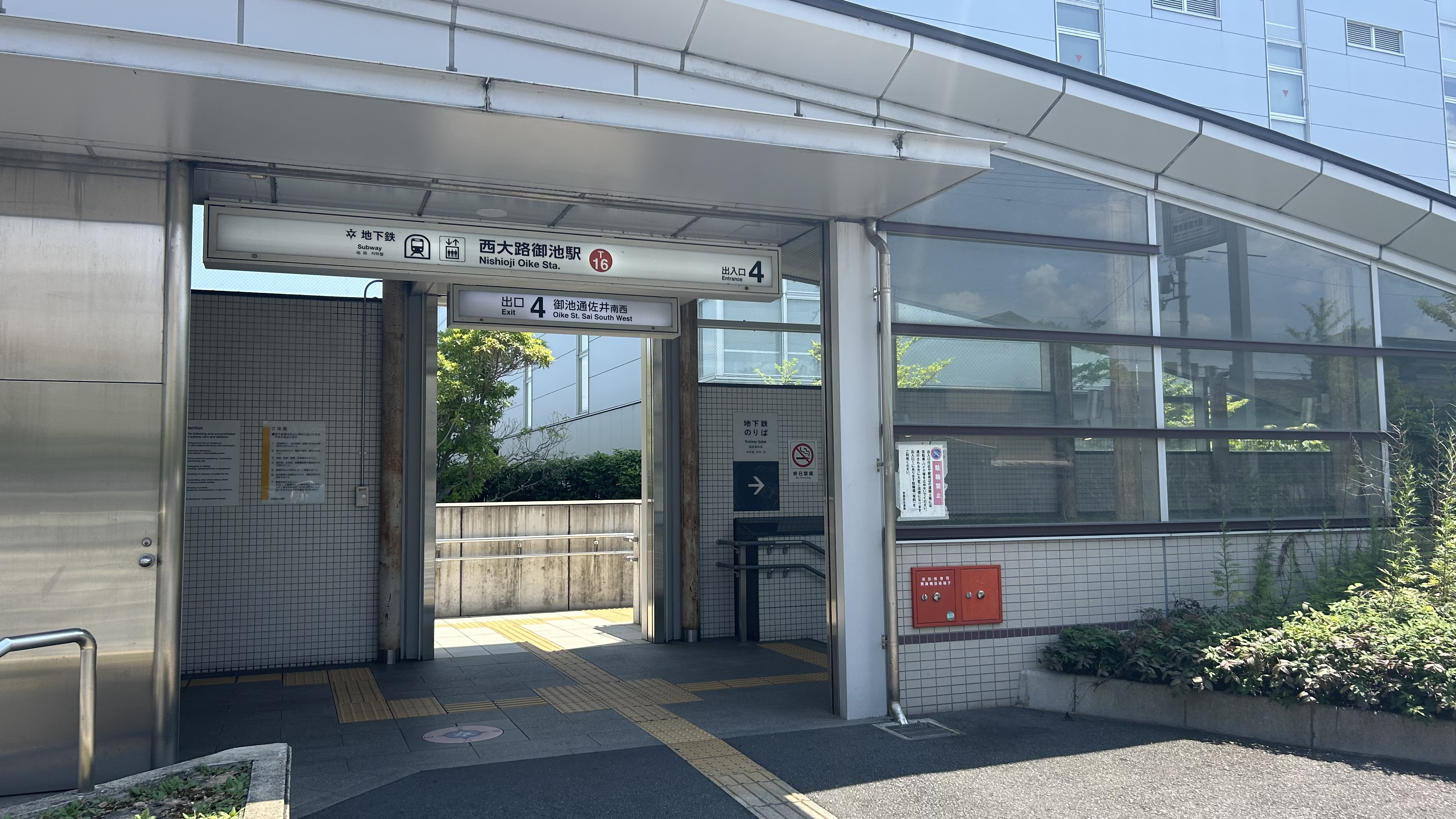
4番出入口

## 利用状況
2024年度の1日平均乗降人員は11,244人である。
開業以降の1日平均乗降・乗車人員は下表のとおりである。
| 年度               | 1日平均 乗降人員 | 1日平均 乗車人員 | 出典   |
| ------------------ | ---------------- | ---------------- | ------ |
| 2007年（平成19年） | 1,300            | 675              | [ 9 ]  |
| 2008年（平成20年） | 7,655            | 3,905            | [ 9 ]  |
| 2009年（平成21年） | 8,291            | 4,232            | [ 9 ]  |
| 2010年（平成22年） | 8,883            | 4,513            | [ 9 ]  |
| 2011年（平成23年） | 9,339            | 4,745            | [ 9 ]  |
| 2012年（平成24年） | 9,879            | 5,019            | [ 10 ] |
| 2013年（平成25年） | 10,243           | 5,205            | [ 10 ] |
| 2014年（平成26年） | 10,759           | 5,466            | [ 10 ] |
| 2015年（平成27年） | 11,306           | 5,745            | [ 10 ] |
| 2016年（平成28年） | 11,920           | 6,057            | [ 11 ] |
| 2017年（平成29年） | 12,014           | 6,105            | [ 12 ] |
| 2018年（平成30年） | 12,157           | 6,178            | [ 13 ] |
| 2019年（令和元年） | 12,023           | 6,109            | [ 14 ] |
| 2020年（令和02年） | 9,207            | 4,682            | [ 15 ] |
| 2021年（令和03年） | 9,744            | 4,956            | [ 8 ]  |
| 2022年（令和04年） | 10,247           | 5,213            | [ 8 ]  |
| 2024年（令和05年） | 10,781           | 5,483            | [ 8 ]  |
| 2025年（令和06年） | 11,244           |                  | [ 7 ]  |

## 駅周辺
- 島津製作所三条工場
- 京都市聴覚言語障害センター
- 京都勤労者学園（ラボール学園）
- 花園大学
- 京都市立西京高等学校・附属中学校
- 公益社団法人京都保健会京都民医連中央病院
- 公益社団法人京都保健会近畿高等看護専門学校
- 京都市消防局中京消防署西大路消防出張所
- 京福電気鉄道嵐山本線（嵐電） 西大路三条駅（徒歩4分）
- JR嵯峨野線 円町駅（徒歩11分）
- 阪急電鉄京都線 西院駅（徒歩10分）
- 京都両洋高等学校

## バス路線
最寄りとなる停留所は「西大路御池」であり、下記の路線が経由する。改札外コンコースにはバスロケーションシステムが設置されている。
京都市営バス（市バス）
- 26号系統：御室仁和寺・宇多野 山越中町行／四条烏丸 京都駅前行
- 27号系統：西大路四条 四条烏丸行／太秦天神川駅 京都外大前行
- 特27号系統：西大路四条 阪急西京極駅行／太秦天神川駅 京都外大前行
- 75号系統：太秦天神川駅 山越中町行／堀川五条 京都駅前行
- 91号系統：太秦映画村道 大覚寺行／西大路四条 四条烏丸行
- 202号系統：西ノ京円町 熊野神社前方面／西大路駅 九条車庫前方面
- 快速202号系統：北野白梅町 立命館大学前行／西大路駅 九条車庫前行
- 203号系統：四条烏丸・四条河原町 祇園方面／北野白梅町 錦林車庫前 方面
- 205号系統：金閣寺 北大路バスターミナル方面／西大路七条 京都駅前・九条車庫前行
- 快速205号系統：北野白梅町 立命館大学前行／京都駅前・九条車庫前行
- 臨：府立体育館 立命館大学前行

## 隣の駅
京都市営地下鉄
 東西線
二条駅 (T15) - 西大路御池駅 (T16) - 太秦天神川駅 (T17)
- 括弧内は駅番号を示す。